# Ніколо Дзаніоло
Ніколо Дзаніоло (італ. Nicolò Zaniolo; нар. 2 липня 1999, Масса) — італійський футболіст, півзахисник «Галатасарая» і збірної Італії. На правах оренди грає на батьківщині за «Фіорентіну».

## Клубна кар'єра

### Початок кар'єри
Займався в академіях клубів «Фіорентина» і «Віртус Ентелла». За основну команду «Віртус Ентелла» зіграв 7 матчів, після чого за 3,5 мільйона євро, включаючи бонуси, молодого футболіста викупив міланський «Інтер». За міланський клуб у Серії А не зіграв жодного матчу.

### «Рома»
У червні 2018 приєднався до складу «Роми», як частина угоди про перехід Наїнгголана в «Інтер». Дебютував за нову команду в гостьовому матчі Ліги чемпіонів проти мадридського «Реала» (3:0). Дебютував у Серії А в матчі проти «Фрозіноне» (4:0), вийшовши замість Пасторе на 67-й хвилині. Перший гол за «Рому» забив в матчі проти «Сассуоло». 12 лютого 2019 в матчі Ліги чемпіонів проти «Порту» забив обидва голи своєї команди на 70-й і 77-й хвилинах, чим допоміг «Ромі» перемогти 2:1. 2022 року Дзаніоло допоміг команді виграти дебютний розіграш Ліги конференцій, забивши у фінальному матчі проти «Феєнорда» (1:0) єдиний гол.

### «Галатасарай»
8 лютого 2023 року за 16,5 мільйона євро перейшов до турецького «Галатасарая».
У серпні того ж року на умовах оренди з правом викупу приєднався до англійського клубу «Астон Вілла».

## Кар'єра в збірній
Виступав у збірних Італії U-18 і U-19.
У жовтні 2018 року отримав виклик від тренера молодіжної збірної Луїджі Ді Б'яджо. Дебютував за молодіжну команду 11 жовтня, замінивши Алессандро Мурджу на 60-й хвилині товариського матчу проти збірної Бельгії. Грав за молодіжку до 2019 року, востаннє вийшовши на поле у 10 вересня 2019 року у матчі кваліфікації до молодіжного чемпіонату Європи 2021 проти збірної Люксембургу. Всього зіграв 8 матчів, голами не відзначився, проте 19 листопада 2018 року оформив гольовий пас, завдяки якому Вітторіо Паріджині відкрив рахунок у матчі проти однолітків з Німеччини.
У 2019 році дебютував за національну збірну Італії, 23 березня замінивши Марко Вератті у матчі кваліфікації до чемпіонату Європи 2020 проти збірної Фінляндії. У підсумку Ніколо взяв участь у 5 матчах кваліфікаційного раунду з 10, вперше відзначившись за збірну 18 листопада у ворота збірної Вірменії і заодно зробивши свій перший дубль в історії виступів за національну команду. У підсумку футболіст на сам чемпіонат Європи не поїхав, вдруге за рік порвавши хрестоподібні зв'язки в матчі Дивізіону А Ліги Націй проти збірної Нідерландів і пропустивши через травму решту сезону.
Наступну гру за збірну провів аж 5 вересня 2021 року, замінивши на 59-й хвилині Чіро Іммобіле у матчі кваліфікації до чемпіонату світу 2022 проти збірної Швейцарії.

## Статистика виступів

### Статистика клубних виступів
Станом на 9 вересня 2023
| Сезон                   | Команда                 | Чемпіонат               | Чемпіонат | Чемпіонат | Національний кубок | Національний кубок | Національний кубок | Континентальні кубки | Континентальні кубки | Континентальні кубки | Інші змагання | Інші змагання | Інші змагання | Усього | Усього | Усього |
| Сезон                   | Команда                 | Ліга                    | Ігор      | Голів     | Ліга               | Ігор               | Голів              | Ліга                 | Ігор                 | Голів                | Ліга          | Ігор          | Голів         | Ігор   | Голів  |        |
| ----------------------- | ----------------------- | ----------------------- | --------- | --------- | ------------------ | ------------------ | ------------------ | -------------------- | -------------------- | -------------------- | ------------- | ------------- | ------------- | ------ | ------ | ------ |
| 2016–17                 | «Віртус Ентелла»        | B                       | 7         | 0         | КІ                 | 0                  | 0                  | -                    | -                    | -                    | -             | -             | -             | 7      | 0      |        |
| 2017–18                 | «Інтернаціонале»        | A                       | 0         | 0         | КІ                 | 0                  | 0                  | -                    | -                    | -                    | -             | -             | -             | 0      | 0      |        |
| 2018–19                 | «Рома»                  | A                       | 27        | 4         | КІ                 | 2                  | 0                  | ЛЧ                   | 7                    | 2                    | -             | -             | -             | 36     | 6      |        |
| 2019–20                 | «Рома»                  | A                       | 26        | 6         | КІ                 | 0                  | 0                  | ЛЄ                   | 7                    | 2                    | -             | -             | -             | 33     | 8      |        |
| 2020–21                 | «Рома»                  | A                       | -         | -         | КІ                 | -                  | -                  | ЛЄ                   | -                    | -                    | -             | -             | -             | -      | -      |        |
| 2021–22                 | «Рома»                  | A                       | 28        | 2         | КІ                 | 2                  | 0                  | ЛК                   | 12                   | 6                    | -             | -             | -             | 42     | 8      |        |
| 2022-лют. 2023          | «Рома»                  | A                       | 13        | 1         | КІ                 | 1                  | 0                  | ЛЄ                   | 3                    | 1                    | -             | -             | -             | 17     | 2      |        |
| Усього за «Рому»        | Усього за «Рому»        | Усього за «Рому»        | 94        | 13        |                    | 5                  | 0                  |                      | 29                   | 11                   |               | -             | -             | 128    | 24     |        |
| лют.-черв. 2023         | «Галатасарай»           | СЛ                      | 10        | 5         | КТ                 | 1                  | 0                  | -                    | -                    | -                    | -             | -             | -             | 11     | 5      |        |
| серп. 2023              | «Галатасарай»           | СЛ                      | -         | -         | КТ                 | -                  | -                  | ЛЧ                   | 1                    | 0                    | -             | -             | -             | 1      | 0      |        |
| Усього за «Галатасарай» | Усього за «Галатасарай» | Усього за «Галатасарай» | 10        | 13        |                    | 1                  | 0                  |                      | 1                    | 0                    |               | -             | -             | 12     | 5      |        |
| 2023–24                 | «Астон Вілла»           | ПЛ                      | 1         | 0         | КА+КЛ              | -                  | -                  | ЛК                   | -                    | -                    | -             | -             | -             | 1      | 0      |        |
| Усього за кар'єру       | Усього за кар'єру       | Усього за кар'єру       | 112       | 18        |                    | 6                  | 0                  |                      | 30                   | 11                   |               | -             | -             | 148    | 29     |        |

### Статистика виступів за збірну
Станом на 24 березня 2024 року
| Дата       | Місто          | Господарі          | Результат | Гості                | Турнір                                         | Голи | Примітки  |
| ---------- | -------------- | ------------------ | --------- | -------------------- | ---------------------------------------------- | ---- | --------- |
| 23-3-2019  | Удіне          | Італія             | 2 – 0     | Фінляндія            | Відбір до ЧЄ 2020                              | -    | 85'       |
| 26-3-2019  | Парма          | Італія             | 6 – 0     | Ліхтенштейн          | Відбір до ЧЄ 2020                              | -    | 57'       |
| 12-10-2019 | Рим            | Італія             | 2 – 0     | Греція               | Відбір до ЧЄ 2020                              | -    | 87'       |
| 15-10-2019 | Вадуц          | Ліхтенштейн        | 0 – 5     | Італія               | Відбір до ЧЄ 2020                              | -    | 63'       |
| 18-11-2019 | Палермо        | Італія             | 9 – 1     | Вірменія             | Відбір до ЧЄ 2020                              | 2    |           |
| 4-9-2020   | Флоренція      | Італія             | 1 – 1     | Боснія і Герцеговина | Ліга націй УЄФА 2020-2021 - 1-й етап           | -    | 72' 79'   |
| 7-9-2020   | Амстердам      | Нідерланди         | 0 – 1     | Італія               | Ліга націй УЄФА 2020-2021 - 1-й етап           | -    | 42'       |
| 5-9-2021   | Базель         | Швейцарія          | 0 – 0     | Італія               | Відбір до ЧС 2022                              | -    | 59'       |
| 29-3-2022  | Конья          | Туреччина          | 2 – 3     | Італія               | товариський матч                               | -    | 45+1' 46' |
| 16-11-2022 | Тирана         | Албанія            | 1 – 3     | Італія               | товариський матч                               | -    | 77'       |
| 20-11-2022 | Відень         | Австрія            | 2 – 0     | Італія               | товариський матч                               | -    | 46'       |
| 15-6-2023  | Енсхеде        | Іспанія            | 2 – 1     | Італія               | Ліга націй УЄФА 2022-2023 - півфінал           | -    | 90+3'     |
| 18-6-2023  | Енсхеде        | Нідерланди         | 2 – 3     | Італія               | Ліга націй УЄФА 2022-2023 - матч за 3-тє місце | -    | 64'       |
| 9-9-2023   | Скоп'є         | Північна Македонія | 1 – 1     | Італія               | Відбір до ЧЄ 2024                              | -    | 46' 79'   |
| 12-9-2023  | Мілан          | Італія             | 2 – 1     | Україна              | Відбір до ЧЄ 2024                              | -    | 72'       |
| 17-11-2023 | Рим            | Італія             | 5 – 2     | Північна Македонія   | Відбір до ЧЄ 2024                              | -    | 62' 72'   |
| 20-11-2023 | Леверкузен     | Україна            | 0 – 0     | Італія               | Відбір до ЧЄ 2024                              | -    | 71'       |
| 21-3-2024  | Форт-Лодердейл | Італія             | 2 – 1     | Венесуела            | товариський матч                               | -    | 74'       |
| 24-3-2024  | Гаррісон       | Італія             | 2 – 0     | Еквадор              | товариський матч                               | -    | 66' 76'   |
| Усього     |                | Матчів             | 19        |                      | Голів                                          | 2    |           |

| Дата       | Місто             | Господарі | Результат | Гості      | Турнір                             | Голи | Примітки |
| ---------- | ----------------- | --------- | --------- | ---------- | ---------------------------------- | ---- | -------- |
| 11-10-2018 | Удіне             | Італія    | 0 – 1     | Бельгія    | Товариський матч                   | -    | 60'      |
| 15-10-2018 | Віченца           | Італія    | 2 – 0     | Туніс      | Товариський матч                   | -    | 60'      |
| 15-11-2018 | Феррара           | Італія    | 1 – 2     | Англія     | Товариський матч                   | -    | 80'      |
| 19-11-2018 | Реджо-нель-Емілія | Італія    | 1 – 2     | Німеччина  | Товариський матч                   | -    | 70'      |
| 16-6-2019  | Болонья           | Італія    | 3 – 1     | Іспанія    | Молодіжне Євро-2019 - 1-й етап     | -    | 25' 42'  |
| 19-6-2019  | Болонья           | Італія    | 0 – 1     | Польща     | Молодіжне Євро-2019 - 1-й етап     | -    | 81' 87'  |
| 6-9-2019   | Катанія           | Італія    | 4 – 0     | Молдова    | Товариський матч                   | -    | 46'      |
| 10-9-2019  | Кастель-ді-Сангро | Італія    | 5 – 0     | Люксембург | Кваліфікація молодіжного Євро-2021 | -    | 51' 61'  |
| Усього     |                   | Матчів    | 8         |            | Голів                              | 0    |          |

## Досягнення
- Переможець Ліги конференцій УЄФА (1):

«Рома»: 2021/22
- Чемпіон Туреччини (1):

«Галатасарай»: 2022/23

### Збірні
- Друге місце юнацького чемпіонату Європи (U-19): 2018[10]

### Індивідуальні
- Найкращий молодий гравець Італійської Серії A: 2018–2019[11]